# The National Anthem (Black Mirror)
«The National Anthem» —en español: «El himno nacional»— es el primer episodio de la primera temporada de la serie de ciencia ficción distópica británica Black Mirror. El episodio, escrito por el creador de la serie Charlie Brooker, fue dirigido por Otto Bathurst. Se estrenó en Channel 4 el 4 de diciembre de 2011.
En este episodio el Primer Ministro Británico Michael Callow (Rory Kinnear) es informado por su asistente Álex Cairns (Lindsay Duncan) de un suceso de extrema gravedad: la Princesa Susannah (Lydia Wilson), uno de los miembros más queridos de la Familia Real Británica, ha sido secuestrada. El captor amenaza con asesinarla a menos que se emita a través de televisión una relación sexual zoofílica entre el Primer Ministro y un cerdo.
El episodio obtuvo excelentes críticas por parte de la prensa especializada. Posteriormente fue vinculado con un episodio, conocido como Piggate, atribuido al entonces Primer Ministro del Reino Unido David Cameron sucedido durante su juventud.

## Argumento
El primer ministro británico Michael Callow (Rory Kinnear) es despertado en mitad de la noche para descubrir que la Princesa Susannah, duquesa de Beaumont (Lydia Wilson), un miembro muy querido de la familia real, ha sido secuestrada. Para ser liberada su captor exige al Primer Ministro que mantenga relaciones sexuales zoofílicas con un cerdo en directo y en televisión con una serie de especificaciones técnicas diseñadas para hacer que sea imposible falsificar la transmisión. Callow se opone rotundamente al cumplimiento de las exigencias del secuestrador y exige que la noticia no llegue al dominio público. Su equipo, encabezado por su asistente Álex Cairns (Lindsay Duncan), le informa que el comunicado publicado en YouTube ha sido bloqueado tras permanecer 9 minutos alojado pero que ha sido ampliamente descargado y difundido. Aunque los medios de comunicación británicos deciden no divulgar la noticia eso no impide su difusión a medios extranjeros que muy pronto se hacen eco de la historia. Al poco comienzan a circular copias del vídeo en plataformas sociales como Facebook y Twitter. Una vez comprobada la evidencia de que la noticia se está difundiendo a nivel mundial una emisora decide, a pesar de lo comprometido, divulgar la historia. La respuesta inicial de la población es un sentimiento de simpatía hacia Callow y la mayoría piensa que no cederá al chantaje.
Tras una reunión de emergencia el agente especial del servicio secreto Callett (Álex MacQueen) decide crear un vídeo falso para usarlo en la retransmisión, utilizando alta tecnología para insertar la cabeza del Primer Ministro en el cuerpo de un sustituto dispuesto a mantener una relación zoofílica con el animal. El secuestrador, no obstante, descubre la treta y, en respuesta, corta un dedo de la princesa Susannah enviándolo a una agencia de noticias del Reino Unido. La historia sale a la luz inmediatamente y la opinión pública se vuelve contra Callow: la mayoría ahora exige que ceda al chantaje del secuestrador aunque su mujer Jane (Anna Wilson-Jones) le suplica que no lo haga. El fracaso de la falsa emisión lleva al Primer Ministro a precipitar una operación de rescate inmediato, en contra de las recomendaciones del equipo, en el edificio donde suponen que está detenida la Princesa Susannah. El edificio resulta ser un señuelo y una reportera, que ha enviado imágenes sexuales a uno de los integrantes del gabinete de crisis para conocer los planes del gobierno y obtener la exclusiva, es tiroteada durante la operación, haciendo que Callow pierda aún más apoyos.
Después de haber sido informado de que su partido, el público y la Familia Real están exigiendo que cumpla la petición de rescate, y tras conocer que ni él ni su familia tendrán protección contra repercusiones si se niega, Callow accede a cumplir con lo exigido por el secuestrador. Se le informa que grabar la retransmisión será ilegal y que previamente se informará enfáticamente a los televidentes que será desagradable para intentar que sea visto por el menor número de personas posible. Finalmente el acto es retransmitido en vivo ante una audiencia global estimada de 1300 millones de espectadores. A pesar de los avisos y de la crudeza de las imágenes, la gente sigue mirando las pantallas del televisor. 
La princesa Susannah entonces es descubierta en la calle sana e ilesa. El dedo recibido en la redacción pertenecía al secuestrador. Se revela que fue puesta en libertad 30 minutos antes de la fecha límite, pero este hecho pasó desapercibido porque todo el mundo estaba pendiente de los preparativos de la emisión por televisión. También se descubre que quien planeó todo fue Carlton Bloom, ganador del Premio Turner, con la intención de denunciar cómo era capaz de realizar un acto de gran impacto a la vista de todos mientras estaban "en cualquier parte, viendo la televisión" sin prestar atención al mundo real. Bloom se suicida mientras dura la retransmisión del primer ministro y en el gabinete de crisis se toma la decisión de no revelarle a nadie, ni siquiera a Callow, la liberación previa de la Princesa.
Un año después de la emisión la imagen política de Callow ha permanecido intacta y, de hecho, ha ganado más popularidad entre la población gracias al gesto de sacrificar su dignidad. La princesa Susannah, recuperada del secuestro, está esperando un hijo. El público general conoce los detalles del secuestro perpetrado por Bloom y ya ha olvidado el asunto. Pero aunque la reputación de Callow ha crecido a ojos del público se da a entender que la relación con su esposa no ha sobrevivido a esa terrible experiencia: participa con él en una aparición pública pero, en privado, es totalmente fría.

## Reparto
- Rory Kinnear como Michael Callow
- Lindsay Duncan como Alex Cairns
- Donald Sumpter como Julian Hereford
- Tom Goodman-Hill como Tom Blice
- Anna Wilson-Jones como Jane Callow
- Patrick Kennedy como Jefe de Sección Walker
- Alastair Mackenzie como Martin
- Chetna Pandya como Malaika
- Alex Macqueen como Special Agent Callett
- Jay Simpson como Flynn/Rod Senseless/Rod Insensato
- Helen Fospero como Lucinda Towne
- Lydia Wilson como Princesa Susannah
- Sophie Kennedy Clark como Lauren
- Andrew Knott como Brian
- Allen Leech como Pike
- Johann Myers como Noel
- Sophie Wu como Jamie
- Rakie Ayola como Shelly
- Amit Shah como Jack
- Nick Hendrix como Andrew
- Justin Edwards como Jon
- Jeany Spark como Camilla
- Aymen Hamdouchi como Kieran
- Julian Rivett como Damon Brown
- Jonathan Forbes como Browne
- Madeliene Bowyer como Sonia
- Jeffry Wickham como Sir Harold Mount
- Shazad Latif como Mehdi Raboud
- Eleanor Wyld como Joven Actriz
- Wolf Wasserman como Spark
- MocKell David como Hijo
- Dominic Le Moignan como Príncipe

## Acogida de la crítica
Natalia Marcos y Eneko Ruiz Jiménez en el artículo "Black Mirror: todos los episodios ordenados de peor a mejor", referido a los trece primeros episodios de la serie, publicado en el diario El País le otorga la posición 2 de 19 indicando: "Fue el capítulo con el que descubrimos Black Mirror, el ya mítico episodio en el que el primer ministro de Reino Unido tiene que tomar una decisión contra reloj: para que los secuestradores liberen a la princesa Susannah, tendrá que mantener relaciones sexuales con un cerdo mientras todo el país ve el acto por televisión. Las redes sociales y la presión mediática, instantánea y en tiempo real, hace que la situación se vaya rápidamente de las manos. Un capítulo impactante que golpea al espectador y que sentó las bases del tono y estilo de la serie".
Mikel Madinabeitia, en su artículo "Black Mirror: un puñetazo en el estómago" publicado en El Diario Vasco, reseña: "La primera reacción que tendremos será quedarnos pegados a la butaca y asistiremos a una resolución del caso frenética, con múltiples puntos de vista, que no dejan bien parado a nadie. Las altas esferas de la política, los medios de comunicación y el ciudadano de a pie son expuestos a una vorágine que los dejará desnudos. Y como telón de fondo, los estragos que ocasionan ciertos inventos tecnológicos si no están utilizados con honradez y cabeza. Sí, Charlie Brooker quiere darnos un tortazo en la cara. Y créanme que su derechazo es más certero que el de Muhammad Ali. Ojo a los caracteres blandos. Ojo".
María González, en el artículo "El terror tecnológico de Black Mirror lo tienes a tu lado: tres capítulos para pensar este fin de semana (I)" publicado en Xataka, indica: "Hay muchas lecturas que se pueden hacer de este capítulo. Una de ellas es el poder que tiene Internet a la hora de transmitir información. Censurar cuesta ahora mucho más que antes, cuando bastaba con amenazar a un medio tradicional para que no se hiciera eco de una noticia. Ahora cualquiera puede subir un vídeo en YouTube, escribir un artículo crítico con algo e incluso utilizar Twitter para defender con pasión una causa. (...) Relacionado con ésta, aparece otra también importante: la presión colectiva que en los últimos años han favorecido las redes sociales. En condiciones normales, el Primer Ministro ni se habría planteado cumplir con las amenazas. Pero el público global (otra consecuencia: globalización, todos los países seguían el desenlace) le pide más. Le exige más. Es como vivir en campaña, donde todo el mundo vigila tus movimientos, pero durante los cuatro años que dura la legislatura y amplificado por mil".
The A.V. Club otorgó una calificación A (la más alta) al capítulo reseñando: "Lo genial de Black Mirror es cómo se construye sutilmente, enganchándote sin siquiera cuestionar la locura de la premisa o cualquier pequeño fallo en el guion. Cada giro parece orgánico. Cada decisión racional. Se hace todo lo posible por encontrar al secuestrador, por supuesto, pero es algo que necesariamente tiene que fallar. La prensa se debate al principio sobre cómo afrontar de forma sensible una historia tan retorcida, pero finalmente deciden dejarse llevar por el inefable poder de las redes sociales e internet".
The Telegraph calificó el capítulo con un 4 sobre 5: "Territorio virgen, sí. Ha sido una idea dementemente brillante. La sátira es tan audaz que me dejó con la boca abierta y gritando. Más o menos como el pobre cerdo".
The Independent comentó que "este drama cuidadosamente elaborado y compacto es apasionante, con una tensión que crece por momentos a medida que el tiempo se le echa encima al Primer Ministro para satisfacer la demanda del secuestrador. Puede verse como una crítica anti-Twitter, pero también sirve como advertencia acerca del poder colectivo de la "mente-colmena" que son los medios de comunicación sociales. Nos hace prisioneros particularmente entre los que están expuestos al gran público".
The Guardian dijo de Black Mirror que "para el ojo inexperto, el primer [episodio de Black Mirror], El Himno Nacional, puede parecer una sátira política –una muy grande– más que una visión de la ciencia ficción sobre el poder que tiene la tecnología para distorsionar el mundo. Todo el alarde de artilugios electrónicos es tremendamente familiar, y el voyerismo muy creíble. Hay más distopía en un episodio de Doble Identidad".

## El incidente con David Cameron
En septiembre de 2015 salió la noticia de que David Cameron, por aquel entonces Primer Ministro británico, metió siendo estudiante una "parte privada" dentro de la boca de un cerdo muerto como parte de un rito de iniciación. El creador de la serie y escritor del episodio Charlie Brooker negó tener ninguna vinculación con esas noticias, aunque tanto esta historia como Black Mirror se convirtieron en temas populares de conversación. Algunos usuarios de Twitter usaron el hashtag "#Snoutrage", que apareció durante el episodio, mientras debatían el incidente. Aunque el término común para esta historia acabó siendo "Piggate".